# Dietrich Duhm
Dietrich Duhm (1880, Göttingen – 22 de juliol de 1954, Gailingen am Hochrhein) fou un jugador d'escacs suís - alemany. Era germà de Hans Duhm i d'Andreas Duhm, també jugadors d'escacs. El seu pare, Bernhard Duhm, fou professor de teologia protestant a Göttingen i a Basilea. Dietrich va estudiar també teologia.

## Resultats destacats en competició
Va guanyar dos cops el Campionat d'escacs de Suïssa, a Schaffhausen 1907 (ex aequo amb Paul Johner i Karl Kunz) i a Montreux 1914 (ex aequo amb Moriz Henneberger). Va empatar als llocs 3r-5è, rere Andreas Duhm i Solomon Rosenthal, a Heidelberg 1913, i va guanyar a Baden-Baden 1921 (III Badischen Kongress, quadrandular).